# Mithat Fagu
Mithat Fagu (ur. 4 września 1937 w Tiranie) – albański reżyser i operator filmowy. 

## Życiorys
W 1958 wyjechał na studia do ZSRR, ale w 1961 w czasie kryzysu w stosunkach albańsko-radzieckich powrócił do kraju i ukończył studia aktorskie w szkole działającej przy Teatrze Narodowym (alb. Teatri Kombëtar) w Tiranie. W 1959 rozpoczął pracę w Studiu Filmowym Nowa Albania, początkowo jako asystent reżysera, a od 1965 jako reżyser filmów dokumentalnych. Jego debiutem był film Tregim per naftëtarët. W roku 1968 zrealizował swój pierwszy i jedyny film fabularny - Prita. 
W 1973 podjął się realizacji filmu dokumentalnego Në shtigjet e revolucionit tekniko-shkencor, który oparł na wywiadach przeprowadzonych z inżynierami i urzędnikami państwowymi. Film przedstawiał w złym świetle pracę urzędników. Władze partyjne uznały film za "szkodliwy ideologicznie". Został on wycofany z produkcji, a jego autora pozbawiono pracy w studiu filmowym. Przez 12 lat pracował w rolniczej spółdzielni produkcyjnej, a następnie w cegielni w Vorë, k. Tirany. W 1985 został ponownie przyjęty do pracy w studiu filmowym. Z uwagi na jego zdolności plastyczne trafił do działu filmów animowanych, w którym zrealizował trzy filmy. W 1991 wyemigrował wraz z rodziną do Włoch.

## Filmy fabularne
- 1968: Prita

## Filmy dokumentalne
- 1965: Tregim per naftëtarët (Opowiadanie dla naftowców)
- 1966: Mali ne thëret
- 1970: Ata çanë malin
- 1971: Higjenë, higjenë (Higiena, higiena)
- 1971: Dhuruesit e jetës (Dawcy życia)
- 1971: Kirurgjia në stenozën minerale

## Filmy animowane
- 1986: Oret e Gentit
- 1986: Të mëdha dhe të vogla
- 1989: Vizatim për një zog